# 1728
Cette page concerne l'année 1728  du calendrier grégorien.
L'année 1728 est une année bissextile qui commence un jeudi.

## Événements
- 28 février, Inde : victoire marathe à la bataille de Palkhed[1]. Le peshwâ (Premier ministre) des Marathes Baji Rao impose à Nizam-ul-Mulk, le souverain d’Hyderabad, de reconnaître la suprématie marathe sur le Dekkan au traité de Mungi Sheogaon le 6 mars[2].
- 12 mars : les Portugais reprennent Mombasa à Oman mais doivent l’évacuer le 26 novembre 1729 et borner leur occupation au Mozambique, au sud du cap Delgado[3].

- 10 mai : soulèvement du Terço Velho au Brésil[4].

- Juin - septembre : seconde guerre Fox[5]. Les Français envoient une armée de 400 soldats et 800 Amérindiens conduite par Jacques-René Gaultier de Varennes, à la poursuite des Renards. Les villages et les récoltes sont brûlés, mais les Renards réussissent à se dérober.

- 3 juillet : prise de Lhassa par le général Pholané, qui impose un  gouvernement laïc au Tibet (fin en 1747). Une armée de 15 000 hommes envoyée par l'empereur de Chine arrive à Lhassa en septembre. Deux amban représentent l'empereur de Chine à Lhassa[6]. Le septième dalaï-lama, intronisé en 1720, quitte Lhassa[7].

- 9-14 août : le Danois Vitus Béring découvre le détroit séparant l’Asie de l’Amérique[8].
- 29 août : le missionnaire norvégien Hans Egede fonde Nuuk au Groenland sous le nom de Godthåb[9].

- 25 septembre : constitution de la Real Compañía Guipuzcoana de Caracas qui obtient le monopole du commerce avec la métropole[10].

- Grande famine sur l'île de Shikoku au Japon[11].

### Europe
- 5 mars (24 février du calendrier julien) : couronnement de Pierre II de Russie à Moscou[12].
- 17 avril : le duc Philip Wharton établit les bases de la première loge maçonnique d'Espagne. Cette même année, il s'établit ensuite en France où il est reconnu comme  « grand maître des francs-maçons en France ».
- 6 mai : le Disenfranchising Act reçoit la sanction royale. Les « papistes » sont privés du droit de vote en Irlande[13].
- 10 juillet : suppression du Collège de Petite-Russie. L’hetman est rétabli (Daniel Apostol)[14].
- 22 juillet, Russie : procès-verbal du Conseil suprême privé prévoyant la signature d’une charte entre l’État, les colons russes et les tribus bachkirs nomades jusqu’alors en conflit dans l’Oural[15].
- 30 août : une bulle du pape Benoît XIII rétablit le roi de Sicile dans son droit de légation supprimé en 1715 par Clément XI[16].

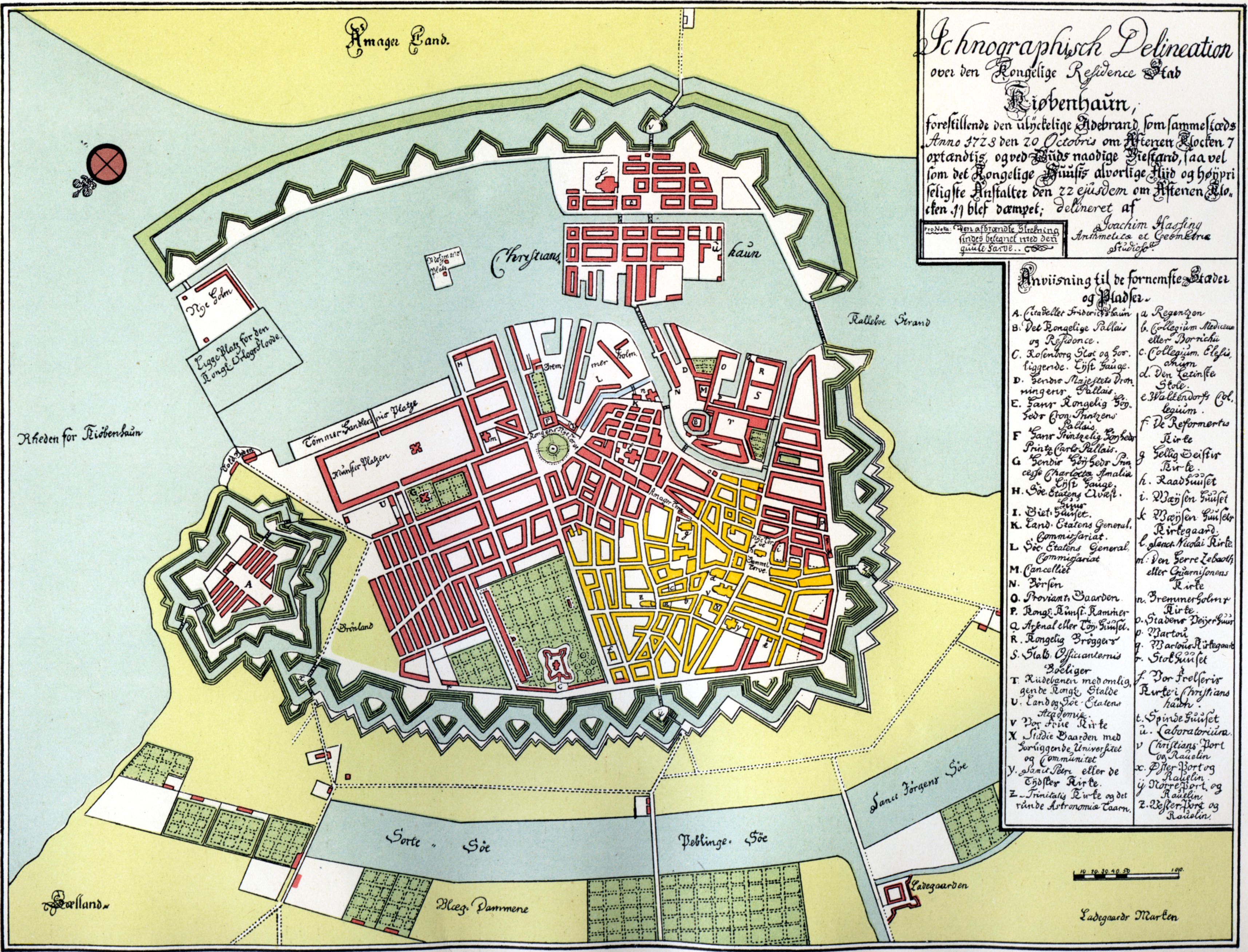
Plan de Copenhague en 1728 ; les quartiers incendiés sont marqués en jaune

- 20-23 octobre : incendie de Copenhague[17].

- Portugal : révolte de la noblesse, mécontente de l’absolutisme royal (les cortes ne sont plus réunis)[18].
- Le Conseil suprême privé absorbe tous les pouvoirs en Russie. Les Collèges lui sont subordonnés. Il décide de réunir une députation à Moscou pour achever la codification des lois[19].

## Naissances en 1728
- 12 février : Étienne-Louis Boullée, architecte et théoricien français († 4 février 1799).
- 16 février : Gaetano Guadagni, chanteur castrat d’opéra italien († 11 octobre 1792).
- 21 février : Pierre III de Russie, tsar de Russie († 17 juillet 1762).

- 12 mars : Anton Raphael Mengs, peintre néoclassique et critique d’art allemand († 29 juin 1779).

- 20 avril : Nicolas Henri Joseph de Fassin, peintre liégeois († 21 janvier 1811).

- 1er juillet : Nicolas Guy Brenet, peintre et graveur français († 21 février 1792).

- 26 août : Johann Heinrich Lambert, mathématicien franco-allemand († 25 septembre 1777).

- 27 octobre : James Cook, navigateur et explorateur britannique († 14 février 1779).

- 2 novembre : Antoine Éléonor Léon Leclerc de Juigné, prélat français († 19 mars 1811).

- 2 décembre : Ferdinando Galiani, économiste italien († 30 octobre 1787).
- 9 décembre : Pietro Guglielmi,  compositeur italien († 19 novembre 1804).

- Date précise inconnue :
  - Ubaldo Gandolfi, peintre italien du baroque tardif, appartenant à l'école bolonaise († 25 juillet 1781).
  - Marie-Thérèse Reboul, peintre française († 1805).

## Décès en 1728
- 14 février : Jean Heuzet, humaniste français (° 1660).
- 8 avril : Jérémie Delutel, peintre français (° 1657).
- 23 avril : Tomás de Torrejón y Velasco, compositeur et organiste espagnol de la période baroque (° 21 décembre 1644).
- 20 juillet: Jacques Mélingue, peintre portraitiste français.
- 15 août : Marin Marais, violiste  et compositeur français (° 31 mai 1656).
- 20 décembre : Jacob Wilhelm Imhof, généalogiste allemand († 8 mars 1651).